# Grangen
Grangen är en sjö i Strömsunds kommun i Jämtland och ingår i Ångermanälvens huvudavrinningsområde. Sjön har en area på 0,956 kvadratkilometer och ligger 604,2 meter över havet. Sjön avvattnas av vattendraget Junsterbäcken.

## Delavrinningsområde
Grangen ingår i det delavrinningsområde (716574-142942) som SMHI kallar för Utloppet av Grangen. Medelhöjden är 687 meter över havet och ytan är 8,52 kvadratkilometer. Räknas de 5 avrinningsområdena uppströms in blir den ackumulerade arean 16,19 kvadratkilometer. Junsterbäcken som avvattnar avrinningsområdet har biflödesordning 3, vilket innebär att vattnet flödar genom totalt 3 vattendrag innan det når havet efter 327 kilometer. Avrinningsområdet består mestadels av skog (53 procent) och kalfjäll (33 procent). Avrinningsområdet har 0,95 kvadratkilometer vattenytor vilket ger det en sjöprocent på 11,1 procent.